# Kostadinka Radkova
Kostadinka Ivanova Radkova (cirílico:Костадинка Радкова) (Sófia, 26 de junho de 1962) é uma ex-basquetebolista búlgara que conquistou a Medalha de Prata disputada nos XXII Jogos Olímpicos de Verão realizados em 1980 na cidade de Moscovo, União Soviética.